# Taça Peninsular Teleweb de 2000
A Taça Peninsular por razão de patrocínio Taça Peninsular Teleweb, foi um troféu disputado em 9 de agosto de 2000, o troféu foi apenas disputado uma única vez no Estádio José Alvalade, Lisboa, Portugal, num jogo entre o campeão português da época 1999/2000 o Sporting CP e o campeão da Liga dos Campeões da mesma época o Real Madrid.
O troféu também foi apelidado de Taça Ibérica, mas não é reconhecido por nenhumas das federações nacionais.

## Vencedores
| Ano  | Vencedor | Resultados | Vice        | Ref.              |
| ---- | -------- | ---------- | ----------- | ----------------- |
| 2000 | Sporting | 2 - 1      | Real Madrid | [ 1 ] [ 2 ] [ 3 ] |

## Performances por clubes
| Clube       | Campeão  | Vice     |
| Sporting    | 1 (2000) |          |
| Real Madrid |          | 1 (2000) |

## Performances por país
| Clube    | Campeão  | Vice     |
| Portugal | 1 (2000) |          |
| Espanha  |          | 1 (2000) |